# Karvianjärvi
Karvianjärvi eller Karviajärvi är en sjö i Finland. Den ligger i kommunen Karvia i landskapet Satakunta, i den sydvästra delen av landet, 260 km nordväst om huvudstaden Helsingfors. Karvianjärvi ligger 135,3 meter över havet. Den är 8,1 meter djup. Arean är 9,21 kvadratkilometer och strandlinjen är 27,48 kilometer lång. Sjön  ingår i Karvia å huvudavrinningsområde.   I omgivningarna runt Karvianjärvi växer i huvudsak blandskog även om den närmaste omgivningen nästan helt består av åkermark. Den är 8,2 kilometer lång i ungefär nord-sydlig riktning och som mest drygt två kilometer bred. Främst i sjöns södra del finns ett större antal små öar av vilka den största är Ämmänsaari (0,6 hektar).